# Рейтер, Светлана Сергеевна
Светла́на Серге́евна Ре́йтер (род. 1976) — российская журналистка, работающая в издании Meduza.

## Биография
В 1989—1995 обучалась на вечернем отделении факультета журналистики МГУ по специальности «журналистика».
В 1995—1998 годах публиковалась в журнале «ОМ» на темы моды.
С 2004 по 2013 год работала должностях корреспондента и специального корреспондента в журналах «Большой город» и Esquire на внештатной основе.
В январе-феврале 2013 года проходила стажировку от Фонда Пола Хлебникова в Институте Гарримана, Колумбийский университет, Нью-Йорк, США.
Работала специальным корреспондентом РБК, корреспондентом издания OpenSpace.ru, Lenta.ru, The Bell, Русской службы Би-би-си, специализируясь на публикациях социальной тематики и бизнес-журналистике.
30 апреля 2021 года во время обыска у адвоката Ивана Павлова подверглась нападению неизвестного, вынудившего её удалить фотографии происходящего.
По состоянию на 2022 год работает в редакции издания Meduza.

## Личная жизнь
Была замужем за гражданином Нидерландов и проживала в этой стране.

## Награды
- 29 ноября 2012 года — лауреат премии фонда Пола Хлебникова «За храбрость в журналистике»[9][10].
- 29 мая 2013 года — лауреат премии «ПолитПросвет» (была учреждена в 2011 году Дмитрием Зиминым. Вручалась «Институтом книги» и фондом «Либеральная миссия»[11]. Наряду с денежной составляющей, премия включая в себя право прочитать серию лекций в университетах России[11]. Премия была присуждена в номинации «Персона» за публикации о пытках в казанской милиции и о «Болотном деле», которые вышли в изданиях «Большой город», Esquire и Colta.ru. Рейтер также получила «Народную премию», которую присудили по итогам голосования в интернете[12]. За неё проголосовали 278 человек из 895, принявших участие в голосовании[13].
- 2020 — лауреат премии «Профессия — журналист» (вместе с Сергеем Горяшко) в номинации «Интервью / Портрет» за материал «„Между струйками“: жизнь и правила Алексея Венедиктова» (Русская служба Би-би-си, 2020)[14].
- Трижды становилась лауреатом ежемесячной журналистской премии «Редколлегия»:

- в декабре 2017 года — за статью «„Я был завербован“: хакер из Екатеринбурга взял на себя ответственность за взломы в США», опубликованную в издании The Bell.
- в марте 2021 года — совместно с Александром Ершовым, Фаридой Рустамовой за статью «Особенно перспективный сорт нефти», опубликованную в издании Meduza.
- в мае 2022 года — за статью «Мы замучились бороться. Как российское вторжение в Украину раскололо „Яндекс“», опубликованную в издании Meduza.